# 엘버트산
엘버트산(영어: Mount Elbert)은 북아메리카 로키산맥에서 가장 높은 산으로 높이는 4,401m이다. 콜로라도주에서 가장 높은 산이기도 하며, 미국 본토 48개 주 중에서는 휘트니산에 이어 두 번째로 높다.